# Xanthorhoe syriacata
Xanthorhoe syriacata är en fjärilsart som beskrevs av Louis Beethoven Prout 1896. Xanthorhoe syriacata ingår i släktet Xanthorhoe och familjen mätare. Inga underarter finns listade i Catalogue of Life.